# Poa scaberula
Poa scaberula är en gräsart som beskrevs av Joseph Dalton Hooker. Poa scaberula ingår i släktet gröen, och familjen gräs. Inga underarter finns listade i Catalogue of Life.